# Arbāstān
Arbāstān (persiska: Arbāstān-e Bālā, ارباستان) är en ort i Iran.   Den ligger i provinsen Gilan, i den norra delen av landet, 210 km nordväst om huvudstaden Teheran. Antalet invånare är 778.
Terrängen runt Arbāstān är platt åt nordost, men åt sydväst är den kuperad. Runt Arbāstān är det mycket tätbefolkat, med 1 018 invånare per kvadratkilometer. Närmaste större samhälle är Langarud, 6,4 km sydost om Arbāstān. I omgivningarna runt Arbāstān växer i huvudsak blandskog.